# Podkàmennaia Tunguska
|  | Aquest article tracta sobre la població. Vegeu-ne altres significats a «Tunguska Pedregós». |

Podkàmennaia Tunguska (en rus: Подкаменная Тунгуска) és un poble del krai de Krasnoiarsk, a Rússia, que en el cens del 2010 tenia 41 habitants.